# ستان بريتين
ستان بريتين (بالإنجليزية: Stan Brittain)‏ مواليد 4 أكتوبر 1931 في ليفربول، هو دراج إنجليزي. شارك في دورة الألعاب الأولمبية الصيفية وفاز بميدالية أولمبية.

## الميداليات
| الميدالية | المسابقة                       |
| --------- | ------------------------------ |
| فضية      | الألعاب الأولمبية الصيفية 1956 |

## روابط خارجية
- ستان بريتين على موقع أرشيف الدراجات (الإنجليزية)
- ستان بريتين على موقع إحصائيات الدراجات الإحترافية (الإنجليزية)
- ستان بريتين على موقع CycleBase (الإنجليزية)
- ستان بريتين على موقع أوليمبيديا (الإنجليزية)
- ستان بريتين على موقع اللجنة الأولمبية البريطانية (الإنجليزية)